# Contea di Yilong
La contea di Yilong (仪陇县S, Yílǒng XiànP) è una contea della Cina, situata nella provincia di Sichuan e amministrata dalla prefettura di Nanchong.